# Microlestes nigrinus
Microlestes nigrinus är en skalbaggsart som beskrevs av Mannerheim. Microlestes nigrinus ingår i släktet Microlestes och familjen jordlöpare. Inga underarter finns listade i Catalogue of Life.